# 波拉沙達爾烏帕齊拉
波拉沙達爾乌帕齐拉是孟加拉国波拉縣的一个乌帕齐拉，位於巴里薩爾专区的波拉縣。。

## 人口
據1991年孟加拉國人口普查，波拉沙達爾共有戶數62,042戶，人口351674人。其中男性佔比51.94%，女性佔比48.06%；成年人口160,353人。該地7歲以上人口之平均識字率為25.8%，低於全國平均值（32.4%）。